# Mym
Mym, acronyme de Me. You. More, est une plate-forme de contenus, créée en 2019 et basée à Lyon.
La plate-forme permet à des créateurs de contenu de partager des contenus exclusifs et payants à leurs abonnés. Bien qu'il puisse s'agir de tout type de contenu, Mym est principalement connu et critiqué pour la diffusion privée de photographies et vidéos à caractère pornographique.
Depuis sa création en 2019, la plate-forme revendique 14 millions d'utilisateurs qui suivent 400 000 créateurs de contenu et 3 millions de visites quotidiennes en 2023.

## Histoire
Mym (acronyme de Me. You. More) est lancé par Pierre Garonnaire et Gaspard Hafner en 2019 à Lyon (France). Ces deux Français originaires de Feurs (Loire), amis d'enfance, déplorent en été 2018 l'absence de revenus générés par les fans d'une amie mannequin et ont ainsi l'idée de « convertir la communauté gratuite en communauté payante »,.

## Utilisation
L'abonné d'un créateur de contenu a accès à des contenus privés — souvent des photos et vidéos — et peut discuter avec celui-ci. En échange, les abonnés doivent s'acquitter d'un montant fixé par le créateur du contenu — entre 4,99 et 99,99 euros — dont les créateurs récupèrent entre 75 et 80 %. Les abonnés, via un système de messagerie, peuvent également demander des photos ou vidéos personnalisées contre rémunération. Certains créateurs peuvent donc générer 150 000 euros par mois,,.
La plate-forme est largement utilisée par des mannequins, influenceuses et personnalités de la téléréalité,, qui sont responsables de 60 % des contenus publiés sur le site en 2021. Tout type de contenu peut être trouvé sur la plate-forme, allant des tutoriels de maquillage aux séances de coaching, en passant par des dédicaces, des contenus musicaux et des conseils en diététique. En 2021, les contenus pour adultes, érotiques voire pornographiques, représentaient 20 % des contenus et 30 % en 2023. Les créateurs de contenu pornographique disent vendre des services plutôt que leur corps, en notant que la sécurité y est meilleure que sur des sites pornographiques gratuits.
La plate-forme connaît un succès favorisé par la pandémie de Covid-19 et la chute des placements de produit des influenceurs. Elle a 6 millions d'abonnés en 2021, 9 millions en 2022, et 14 millions d'abonnés en 2023 qui suivent 400 000 créateurs de contenu et cumulent 3 millions de visites quotidiennes,. Le site génère 3 millions d'euros de chiffre d'affaires en 2019, 30 millions en 2020, 60 millions en 2021 et 75 millions en 2022. En 2024, le chiffre d'affaires est de 105 millions d'euros.
Il est souvent considéré comme un concurrent direct d'OnlyFans avec lequel il partage la plus grande partie de son fonctionnement.

## Controverses
D'après plusieurs journalistes, Mym a une « réputation sulfureuse » auprès du public,.
La plate-forme est régulièrement critiquée pour la présence de contenus à caractère pornographique. Selon l'entreprise, ce type de contenu n'est accessible que via l'abonnement et ne sont pas indexés par les moteurs de recherche. De plus, le réseau social a mis en place plusieurs mesures de vérification des contenus. Par exemple, la plate-forme interdit les mots « rencontre » ou « réel » dans les messages privés.
L'inscription sur la plate-forme nécessite d'être majeur. En revanche, de nombreux jeunes de 12 à 18 ans (majoritairement des filles) utilisent de fausses cartes d'identité afin d'avoir accès aux contenus de Mym. Leur présence sur la plate-forme les inciterait à se tourner vers la prostitution, et leur montrerait que ce type d'activité permettrait de mieux gagner sa vie qu'un autre type d'emploi. La plate-forme sociale a par conséquent été critiquée pour la mauvaise mise en œuvre de l'interdiction d'accès aux mineurs. Depuis 2022, Mym est modérée par un système de reconnaissance faciale dans le cadre de la protection des mineurs,.
Des entreprises de « community management de l'industrie pornographique », dont le but est de mettre en relation des créateurs de contenu pour adultes avec leurs abonnés, ont fait leur apparition. Qualifiés d'« agents MYM », les employés de certaines de ces entreprises ont été critiqués pour leurs pratiques et ont fait l'objet de plaintes : fausses promesses, harcèlement, pression à se dénuder, menaces, tentatives de vol d'argent, etc.

## French Tech 120
En février 2023, Mym reçoit le label French Tech 120 dédié aux start-ups en phase « d’hyper-croissance » pour la deuxième année consécutive,.